# Liste der Biografien/Fid
Liste der Biografien |
Portal Biografien |
Personensuche
# |
A |
B |
C |
D |
E |
F |
G |
H |
I |
J |
K |
L |
M |
N |
O |
P |
Q |
R |
S |
T |
U |
V |
W |
X |
Y |
Z |
?
 
Fa |
Fe |
Ff |
Fh |
Fi |
Fj |
Fk |
Fl |
Fm |
Fn |
Fo |
Fr |
Ft |
Fu |
Fy
 
Fia |
Fib |
Fic |
Fid |
Fie |
Fif |
Fig |
Fih |
Fii |
Fij |
Fik |
Fil |
Fim |
Fin |
Fio |
Fip |
Fiq |
Fir |
Fis |
Fit |
Fiu |
Fiv |
Fix |
Fiz
Die Liste der Biografien führt alle Personen auf, die in der deutschsprachigen Wikipedia einen Artikel haben. Dieses ist eine Teilliste mit 56 Einträgen von Personen, deren Namen mit den Buchstaben „Fid“ beginnt.

## Fid

### Fida
- Fidalgo, José (* 1979), portugiesischer Filmschauspieler und ein Model
- Fidalgo, Salvador (1756–1803), spanischer Seefahrer, Entdecker und Hydrograph
- Fidan, Gözde (* 1991), türkische Schauspielerin
- Fidan, Hakan (* 1968), türkischer Diplomat und Leiter des türkischen Inlandsgeheimdienstes MİTHakan Fidan (* 1968)

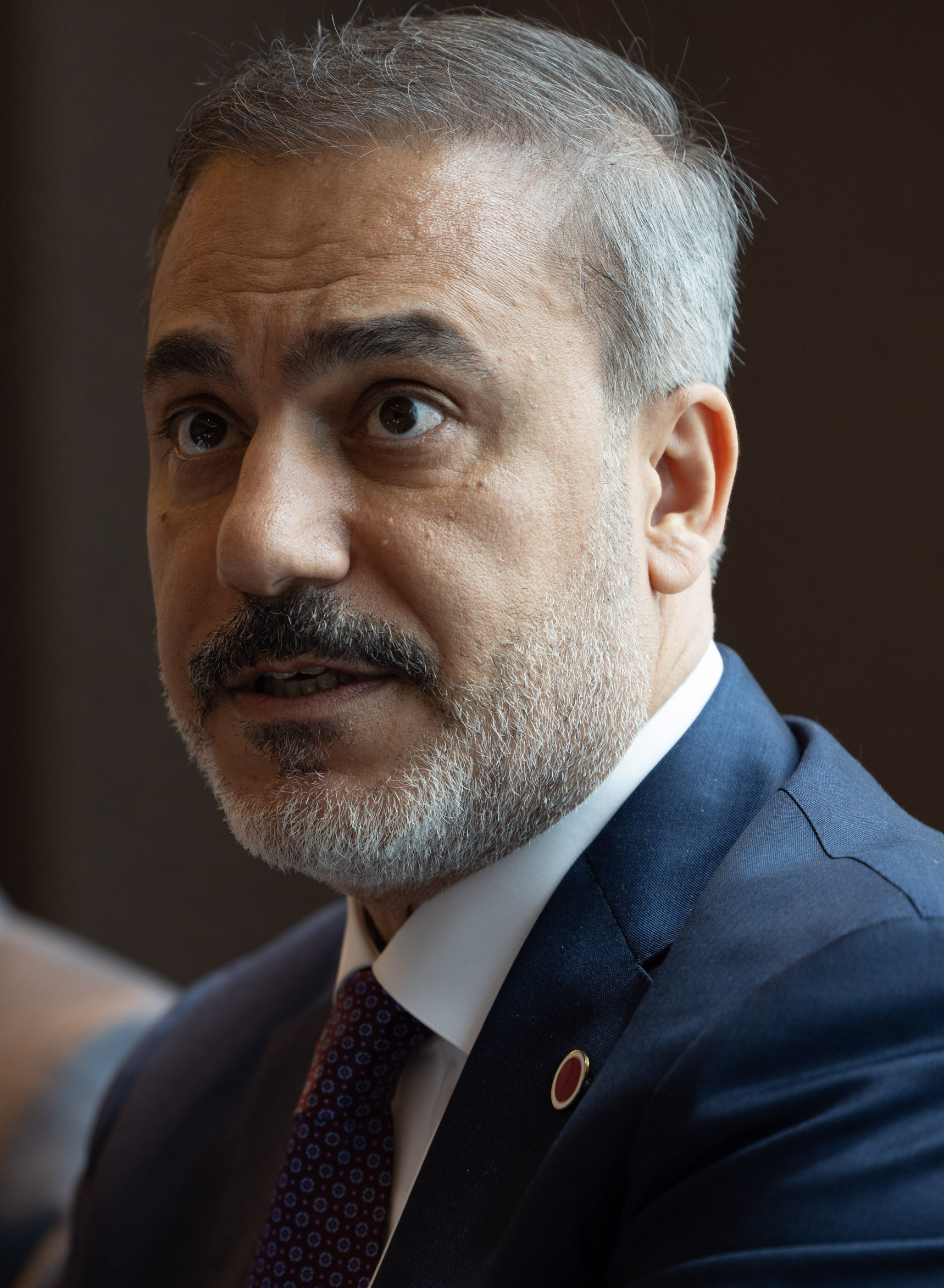
Hakan Fidan (* 1968)

- Fidan, Hikmet († 2005), kurdischer Politiker
- Fidani, Demofilo (1914–1994), italienischer Filmregisseur
- Fidanoğlu, Ayça (* 2006), türkische Leichtathletin
- Fidanza, Arianna (* 1995), italienische Radrennfahrerin
- Fidanza, Carlo (* 1976), italienischer Politiker (Fratelli d’Italia), MdEP
- Fidanza, Francesco (1747–1819), italienischer Maler
- Fidanza, Giovanni (* 1965), italienischer Radrennfahrer und Sportlicher Leiter
- Fidanza, Martina (* 1999), italienische Radrennfahrerin
- Fidarow, Aslanbek (1973–2020), ukrainischer Ringer

### Fidd
- Fiddes, Frank (1906–1981), kanadischer Ruderer
- Fiddes, Paul S. (* 1947), britischer baptistischer Theologe und Hochschullehrer
- Fiddickow, Hermann (* 1909), deutscher Schriftsteller
- Fiddler, John (* 1947), britischer Rockmusiker
- Fiddler, Nancy (* 1956), US-amerikanische Skilangläuferin
- Fiddler, Vernon (* 1980), kanadischer Eishockeyspieler

### Fide
- Fidel, Eduard G. (1919–2005), deutscher Schmuck-Fabrikant
- Fidel, Julia, deutsche Filmschaffende
- Fidel, László (* 1965), ungarischer Kanute
- Fidelak, Gerhard (1943–2012), deutscher Volleyballtrainer
- Fidelinus, Christian Ernst, deutscher Romanautor
- Fidélis dos Santos, José Maria (1944–2012), brasilianischer Fußballspieler und -trainer
- Fidelis von Sigmaringen (1578–1622), katholischer Ordenspriester und MärtyrerFidelis von Sigmaringen (1578–1622)

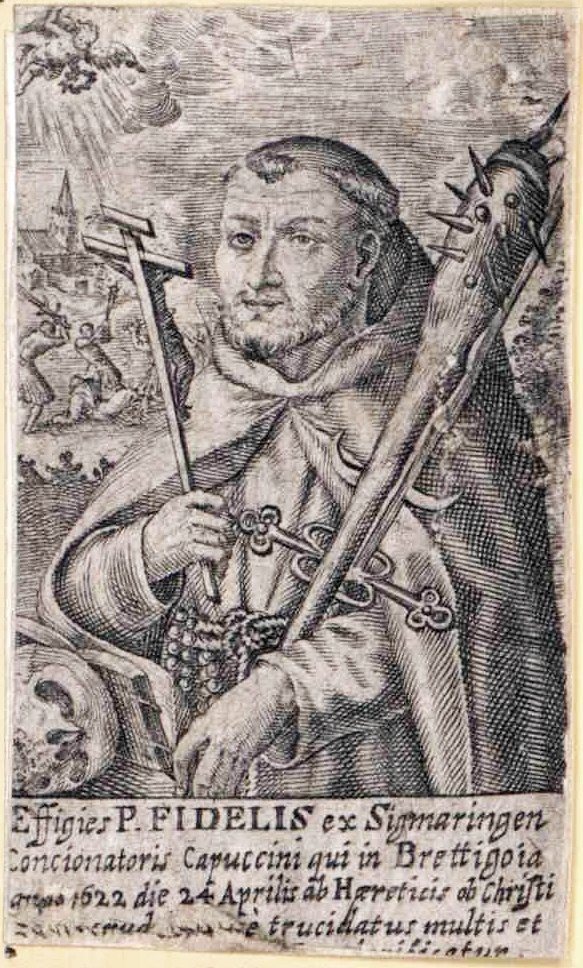
Fidelis von Sigmaringen (1578–1622)

- Fidelis, Andressa (* 1994), brasilianische Sprinterin
- Fidenco, Nico (1933–2022), italienischer Sänger und Komponist
- Fiderer, Eugen (1894–1973), Abt des Klosters Stams
- Fides von Agen, christliche Märtyrerin
- Fides von Klingen († 1358), Fürstäbtissin des Fraumünsterklosters in Zürich
- Fidesser, Erich (* 1939), österreichischer Politiker (ÖVP), Landtagsabgeordneter
- Fidesser, Hans (1899–1982), österreichischer Opernsänger (Bariton/Tenor) und Schauspieler
- Fidetzis, Byron (* 1945), griechischer Cellist und Dirigent
- Fidezius, Roland (* 1972), deutscher Jazzmusiker

### Fidi
- Fidicin, Ernst (1802–1883), deutscher Archivar und Historiker sowie Begründer des Berliner Stadtarchivs

### Fidj
- Fidjestøl, Ole Gunnar (* 1960), norwegischer Skispringer
- Fidjeu-Tazemeta, Thierry (* 1982), kamerunisch-äquatorialguineischer Fußballspieler

### Fidk
- Fidkowski, Lukasz, US-amerikanischer Physiker

### Fidl
- Fidler, Armin (* 1958), österreichischer Mediziner
- Fidler, Carl von (1856–1927), preußischer Verwaltungsjurist sowie Regierungspräsident in Erfurt und Frankfurt (Oder)
- Fidler, Felix (1633–1707), deutscher evangelisch-lutherischer Theologe, Pastor und Stifter
- Fidler, Ferdinand Ambrosius (1737–1780), österreichisch-deutscher, zunächst römisch-katholischer, dann evangelisch-lutherischer Geistlicher und Hochschullehrer
- Fidler, Ferdinand von (1791–1874), preußischer Generalleutnant, Kommandeur der 4. Division
- Fidler, Harald (* 1969), österreichischer Journalist und Publizist
- Fidler, Marian (1736–1802), österreichischer Augustiner-Barfüßer und Herausgeber
- Fidler, Mike (* 1956), US-amerikanischer Eishockeyspieler
- Fidlin, Alexander (* 1965), russisch-deutscher Ingenieur und Hochschullehrer für technische Mechanik

### Fido
- Fido, Martin (1939–2019), britischer Anglist, Hochschullehrer und Autor
- Fidora, Alexander (* 1975), deutsch-katalanischer Philosoph und Hochschullehrer

### Fidr
- Fidrmuc, Paul (1898–1958), deutscher Journalist und Spion

### Fids
- Fidsirka, Mikalaj (* 1987), belarussischer Tennisspieler

### Fidu
- Fidura, Lidia (* 1990), polnische Boxerin
- Fidus (1868–1948), deutscher KünstlerFidus (1868–1948)

Fidus (1868–1948)

- Fidus Loreianus, Gaius, römischer Offizier (Kaiserzeit)

### Fidy
- Fidyk, Steve (* 1968), US-amerikanischer Jazzmusiker (Schlagzeug)